# Analyse intégrée
 (août 2024).
La mise en forme du texte ne suit pas les recommandations de Wikipédia : il faut le « wikifier ».
Les points d'amélioration suivants sont les cas les plus fréquents. Le détail des points à revoir est peut-être précisé sur la page de discussion.
- Les titres sont pré-formatés par le logiciel. Ils ne sont ni en capitales, ni en gras.
- Le texte ne doit pas être écrit en capitales (les noms de famille non plus), ni en gras, ni en italique, ni en « petit »…
- Le gras n'est utilisé que pour surligner le titre de l'article dans l'introduction, une seule fois.
- L'italique est rarement utilisé : mots en langue étrangère, titres d'œuvres, noms de bateaux, etc.
- Les citations ne sont pas en italique mais en corps de texte normal. Elles sont entourées par des guillemets français : « et ».
- Les listes à puces sont à éviter, des paragraphes rédigés étant largement préférés. Les tableaux sont à réserver à la présentation de données structurées (résultats, etc.).
- Les appels de note de bas de page (petits chiffres en exposant, introduits par l'outil «  Source ») sont à placer entre la fin de phrase et le point final[comme ça].
- Les liens internes (vers d'autres articles de Wikipédia) sont à choisir avec parcimonie. Créez des liens vers des articles approfondissant le sujet. Les termes génériques sans rapport avec le sujet sont à éviter, ainsi que les répétitions de liens vers un même terme.
- Les liens externes sont à placer uniquement dans une section « Liens externes », à la fin de l'article. Ces liens sont à choisir avec parcimonie suivant les règles définies. Si un lien sert de source à l'article, son insertion dans le texte est à faire par les notes de bas de page.
- La présentation des références doit suivre les conventions bibliographiques. Il est recommandé d'utiliser les modèles {{Ouvrage}}, {{Chapitre}}, {{Article}}, {{Lien web}} et/ou {{Bibliographie}}. Le mode d'édition visuel peut mettre en forme automatiquement les références.
- Insérer une infobox (cadre d'informations à droite) n'est pas obligatoire pour parachever la mise en page.

Pour une aide détaillée, merci de consulter Aide:Wikification.
Si vous pensez que ces points ont été résolus, vous pouvez retirer ce bandeau et améliorer la mise en forme d'un autre article.
L'analyse intégrée est l'intégration de fonctionnalités d'analyse dans les applications, portails ou sites web, souvent sous forme de logiciels en tant que service. Cela diffère des logiciels intégrés et des analyses Web (également appelées analyses de produits).
Cette intégration fournit généralement des informations contextuelles, accessibles rapidement et facilement, car ces informations doivent être présentes sur la page web juste à côté des autres parties opérationnelles de l'application hôte. Les informations sont fournies via des visualisations de données interactives, telles que des graphiques, des diagrammes, des filtres, des jauges, des cartes et des tableaux, souvent combinés sous forme de tableaux de bord intégrés au système. Cette configuration permet une analyse des données plus simple et plus approfondie sans avoir besoin de basculer et de se connecter entre plusieurs applications. L'analyse intégrée est également connue sous le nom d'analyse orientée client.
L'analyse intégrée est l'intégration de capacités d'analyse dans une application hôte, généralement basée sur un navigateur, interentreprises, en tant que "logiciel en tant que service". Ces capacités d’analyse sont généralement pertinentes et contextuelles au cas d’utilisation de l’application hôte.
Le cas d’utilisation est, le plus souvent, celui du commerce interentreprises, puisque les entreprises ont généralement des attentes et des besoins analytiques plus sophistiqués que les consommateurs. Ici, cependant, le mot « entreprise » dans « logiciel interentreprises en tant que service » pourrait également faire référence à des cas d'utilisation organisationnels et opérationnels qui profitent en fin de compte aux consommateurs final (comme les soins de santé, par exemple), par exemple : cliniques et hôpitaux, établissements de soins et correctionnels, établissements d'enseignement (en ligne/hors ligne), services gouvernementaux, municipalités, musées, organisations à but non lucratif, superviseurs et régulateurs, entre autres.
Des cas d'utilisation B2B-B2C pourraient également être possibles, par exemple un logiciel de gestion de fortune en tant qu'application de service au service des organisations de gestion de patrimoine, où un utilisateur pourrait être un conseiller auprès des consommateurs.

## Histoire
Le terme « analyse intégrée » a été utilisé pour la première fois par Howard Dresner : consultant, auteur, ancien analyste de Gartner et inventeur du terme « business intelligence », a déclaré Howard Dresner lui-même alors qu'il travaillait pour Hyperion Solutions, une société achetée par Oracle en 2007. Oracle a ensuite commencé à utiliser le terme « analyse intégrée » dans son communiqué de presse pour Oracle Rapid Planning en 2009[réf. nécessaire].

## Considérations relatives aux analyses intégrées
Lors de l’évaluation d'une intégration des analyses dans un système hôte, plusieurs niveaux d'intégration doiventt normalement être prise en compte, notamment : l’intégration de la sécurité, l’intégration des données, l’intégration de la logique d’application, l’intégration des règles métier et l’intégration de l’expérience utilisateur.

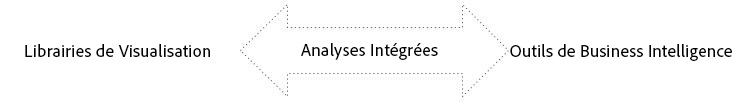
La gamme d'options pour l'analyse intégrée

Cela contraste avec la BI traditionnelle, qui s'attend à ce que les utilisateurs quittent leurs applications opérationnelles pour examiner les informations sur les données dans un ensemble d'outils distincts. Cette immédiateté rend les analyses intégrées beaucoup plus intuitives et susceptibles d’être appréciées par les utilisateurs. Un rapport de décembre 2016 de Nucleus Research a révélé que l'utilisation d'outils BI, qui nécessitent de basculer entre les applications, peut prendre jusqu'à 1 à 2 heures du temps d'un employé chaque semaine, tandis que les analyses intégrées éliminent le besoin de basculer entre les applications.
Il existe un éventail d'options pour intégrer les analyses. Par exemple lors du développement d'un produit minimum viable en tant que service, les développeurs sélectionneront souvent une bibliothèque de visualisation, car cela est supposé être le moyen le plus flexible de créer des expériences analytiques uniques et différenciées. À l’autre extrémité du spectre se trouvent les outils de Business Intelligence, qui peuvent faire quelques sacrifices en termes de flexibilité pour les développeurs, mais qui compensent cela par la maturité et la sophistication des produits optimisés pour les data scientists et les analystes.
Avec l'analyse intégrée, les développeurs et les chefs de produit recherchent une sorte de compromis entre ces deux extrêmes de flexibilité et de sophistication de l'utilisateur : une flexibilité suffisante pour permettre aux équipes de produit d'innover et de se différencier, suffisante pour fournir des capacités d'analyse avancées, sans que l'utilisateur soit un data scientist ou n'ait nécessairement une expérience ou une formation en analyse. L’objectif serait une analyse intuitive et contextuelle, consommée comme un contenu web ordinaire, immergée dans des expériences utilisateur opérationnelles et des flux de travail utilisables sans aucune connaissance ou formation particulière requise.

## Cas d'utilisation
Les cas d'utilisation des analyses intégrées sont aussi divers que les applications hôtes verticales (spécifiques à un secteur) ou horizontales (spécifiques à une fonction, un processus ou un rôle - à travers les secteurs) dans lesquelles elles sont intégrées. Voici quelques exemples :

### Exemples verticaux
L'industrie automobile, la réservation/location et concessionnaires, l'éducation, la gestion de l'énergie, les technologies financières (banque, gestion d'actifs, gestion de patrimoine), la gestion hospitalière et les soins de santé (cliniques, maisons de retraite et sur le terrain), la gestion de l'apprentissage, la gestion immobilière et des installations, la vente au détail, la dotation en personnel, la gestion de la chaîne d'approvisionnement, la gestion des transports et de la flotte, et communications unifiées

### Exemples horizontaux
La publicité et le marketing multicanal, la gestion de la relation cliente, la planification des ressources d'entreprise, les ressources humaines, la gestion du capital humain, des salaires et des avantages sociaux, la gestion des services informatiques, l'approvisionnement et achat-pour-payer

## Analytique vs analyse
Une idée répandue est que l’analytique concerne principalement, voire uniquement, l’analyse. L’une des valeurs clés de l’analytique est effectivement la capacité d’analyse. Cependant, le potentiel de l’analyse peut aller bien au-delà une fois intégré dans les processus d’une application hôte en tant que service.
En considèrant les profils d’utilisateurs, la différence devient plus claire :
- Avec l'analyse, l'utilisateur devrait être formé, expérimenté ou au moins familier avec les principes de l'analyse et pourrait avoir des titres de poste tels qu'analyste, analyste de données ou scientifique de données. Cette personne, par exemple, comprendrait la sélection de graphiques, en d’autres termes, étant donné un ensemble de données spécifique, quel(s) type(s) de graphiques illustreraient le mieux ce qui peut être appris à partir des données. Cette personne a probablement une bonne compréhension des structures de données, pourrait avoir la capacité d’écrire des requêtes, pourrait être familière avec la modélisation des données et aurait probablement une solide connaissance des statistiques.
- Avec l’analyse intégrée, l’utilisateur doit être formé, expérimenté ou au moins familier avec les processus métier et peut ne pas avoir de compétences formelles ou autres en science des données. Cette personne s’intéresse davantage aux résultats qui peuvent être obtenus à partir de l’analyse plutôt qu’à l’exploration des incohérences ou des anomalies qui peuvent être trouvées dans les données.

Avec l'analyse intégrée, un utilisateur de logiciel en tant que service est probablement moins intéressé à passer beaucoup de temps à analyser mais plutôt d'utiliser le contenu analytique dans le cadre d'un processus métier et de permettre des prises d'actions, potentiellement à grande échelle. Pour cette personne, un parcours analytique pourrait commencer par un tableau de bord utile pour mettre en évidence une anomalie qui nécessite une attention prioritaire. En cliquant sur cette anomalie, l'utilisateur est guidé dans la compréhension de la cause profonde qui nécessite une action. Une fois la cause profonde étudiée, les analyses intégrées peuvent placer l'utilisateur dans la partie de l'application hôte pour agir, potentiellement à grande échelle. Ainsi, plutôt que de reprogrammer, de réorganiser ou de réaffecter une chose, les analyses intégrées peuvent appliquer des règles métier et transmettre des paramètres à l'application hôte pour agir 100 ou 1 000 fois, au lieu d'une seule, où chaque action peut être personnalisée individuellement.

## Types de produits
Les options peuvent être globalement classées en trois principaux groupes :
1. Analyses intégrées pour logiciels SaaS : Spécialement conçue pour les applications logicielles en tant que service, cette catégorie propose des solutions d'analyse intégrées spécialisées. Ils sont idéaux pour améliorer les capacités d'analyse des plateformes de logiciels en tant que service, permettant des informations basées sur les données et des fonctionnalités adaptées aux environnements de logiciels en tant que service. Comme GoodData, icCube, Logi Analytics, Looker (entreprise), Sisense.
2. Logiciel de Business Intelligence : Si votre objectif est d’intégrer à votre solution un logiciel de Business Intelligence complet et préexistant, vous pouvez opter pour cette catégorie. Il permet une intégration transparente d'outils BI génériques pour l'analyse et le reporting des données.
3. Bibliothèque graphique JavaScript : si vous préférez créer des solutions d'analyse à partir de zéro, l'utilisation de bibliothèques graphiques JavaScript offre la flexibilité nécessaire pour créer des composants d'analyse personnalisés adaptés à vos besoins spécifiques.